# 報刊文摘
報刊文摘是中華人民共和國上海市上海报业集团旗下的一份文摘報，創刊於1980年1月1日，報刊文摘由解放日報總編輯王維提議創辦，是中華人民共和國第一份綜合性文摘報。報刊文摘在1980年至1984年為內部發行，1984年後為全國發行，1988年1月改為公開發行。解放日報報業集團成立後，報刊文摘劃歸該集團。